# なかしべつ330°開陽台マラソン
なかしべつ330°開陽台マラソン （なかしべつ　さんさんまる　かいようだい　まらそん）とは、北海道中標津町で行われるマラソン大会である。

## 概要
中標津町の町制施行60年記念を記念して平成21年7月12日（日）に第１回大会が開催された。（前身は中標津マラソン）
メインをハーフマラソン（21.0975km）とし5kmの部、ミニハーフ(約2.1km)がそれぞれ設けられた。また、エコな大会を目指し給水ポイントでのマイカップ等の利用が盛んに行われた。第１回大会ではハーフ 557名、5km 166名、ミニハーフ 205名の合計 928名 の登録が行われ初回大会とは思えない賑わいだった。また月刊ランナーズの大会レポートでは、2009年7月に開催された大会の月刊ランキング3位に選ばれた。2018年には新体育館「330アリーナ」より開会式の開催場所とスタート地点を変更し大幅なコース変更を行った。

## 各回の開催
- 2009年7月12日 第1回大会開催
- 2010年7月4日 第2回大会 口蹄疫防疫の為中止
- 2011年7月10日 第3回大会開催
- 2012年7月8日 第4回大会開催
- 2013年7月14日 第5回大会開催
- 2014年7月13日 第6回大会開催
- 2015年7月12日 第7回大会開催
- 2016年7月3日 第8回大会開催
- 2017年7月9日 第9回大会開催
- 2018年7月8日 第10回大会開催
- 2019年7月14日 第11回大会開催
- 2020年7月12日 第12回大会 新型コロナウイルス感染症の流行により中止
- 2021年7月11日 第13回大会 新型コロナウイルス感染症の流行により中止
- 2022年7月10日 第14回大会 新型コロナウイルス感染症の流行により中止
- 2023年3月 「なかしべつ330°開陽台マラソン」自体中止する事を決定

## 運営
- 主催：中標津町・中標津町教育委員会・（一財）中標津町文化スポーツ振興財団
- 主管：なかしべつ330°開陽台マラソン実行委員会

## なかしべつ330°開陽台マラソン大会実行委員会事務局
- 一般財団法人　中標津町文化スポーツ振興財団　スポーツ振興課
北海道標津郡中標津町丸山2丁目1番地18　中標津町総合体育館内